# جک کاسلی
جک کاسلی (به انگلیسی: Jack Kasley) (زادهٔ ۲ ژانویهٔ ۱۹۱۶) شناگر اهل ایالات متحده آمریکا است.